# Balonmano en los Juegos Olímpicos
El balonmano se introdujo en los Juegos Olímpicos durante la edición de 1936 en Berlín con el torneo masculino solamente. Después de un largo período de ausencia, el deporte regresó nuevamente en suelo alemán para los Juegos Olímpicos de 1972 en Múnich. El torneo femenino se presentó en los Juegos Olímpicos 

## Torneo masculino
| Juegos Olímpicos    | Oro                           | Plata               | Bronce     |
| ------------------- | ----------------------------- | ------------------- | ---------- |
| Berlín 1936         | Alemania                      | Austria             | Suiza      |
| Múnich 1972         | Yugoslavia                    | Checoslovaquia      | Rumanía    |
| Montreal 1976       | Unión Soviética               | Rumanía             | Polonia    |
| Moscú 1980          | República Democrática Alemana | Unión Soviética     | Rumanía    |
| Los Ángeles 1984    | Yugoslavia                    | Alemania Occidental | Rumanía    |
| Seúl 1988           | Unión Soviética               | Corea del Sur       | Yugoslavia |
| Barcelona 1992      | Equipo Unificado              | Suecia              | Francia    |
| Atlanta 1996        | Croacia                       | Suecia              | España     |
| Sídney 2000         | Rusia                         | Suecia              | España     |
| Atenas 2004         | Croacia                       | Alemania            | Rusia      |
| Pekín 2008          | Francia                       | Islandia            | España     |
| Londres 2012        | Francia                       | Suecia              | Croacia    |
| Río de Janeiro 2016 | Dinamarca                     | Francia             | Alemania   |
| Tokio 2020          | Francia                       | Dinamarca           | España     |
| París 2024          | Dinamarca                     | Alemania            | España     |

### Medallero histórico
| Núm. | País                                       | Oro | Plata | Bronce | Total |
| ---- | ------------------------------------------ | --- | ----- | ------ | ----- |
| 1    | Francia                                    | 3   | 1     | 1      | 5     |
| 2    | Unión Soviética                            | 2   | 1     | 0      | 3     |
| 2    | Dinamarca                                  | 2   | 1     | 0      | 3     |
| 4    | República Federal Socialista de Yugoslavia | 2   | 0     | 1      | 3     |
| 4    | Croacia                                    | 2   | 0     | 1      | 3     |
| 6    | Alemania                                   | 1   | 3     | 1      | 5     |
| 7    | Rusia                                      | 1   | 0     | 1      | 2     |
| 8    | República Democrática Alemana              | 1   | 0     | 0      | 1     |
| 8    | Equipo Unificado                           | 1   | 0     | 0      | 1     |
| 10   | Suecia                                     | 0   | 4     | 0      | 4     |
| 11   | Rumania                                    | 0   | 1     | 3      | 4     |
| 12   | Austria                                    | 0   | 1     | 0      | 1     |
| 12   | Checoslovaquia                             | 0   | 1     | 0      | 1     |
| 12   | Islandia                                   | 0   | 1     | 0      | 1     |
| 12   | Corea del Sur                              | 0   | 1     | 0      | 1     |
| 16   | España                                     | 0   | 0     | 5      | 5     |
| 17   | Polonia                                    | 0   | 0     | 1      | 1     |
| 17   | Suiza                                      | 0   | 0     | 1      | 1     |
|      | TOTAL                                      | 15  | 15    | 15     | 45    |

## Torneo femenino
| Juegos Olímpicos    | Oro             | Plata                         | Bronce                        |
| ------------------- | --------------- | ----------------------------- | ----------------------------- |
| Montreal 1976       | Unión Soviética | República Democrática Alemana | Hungría                       |
| Moscú 1980          | Unión Soviética | Yugoslavia                    | República Democrática Alemana |
| Los Ángeles 1984    | Yugoslavia      | Corea del Sur                 | China                         |
| Seúl 1988           | Corea del Sur   | Noruega                       | Unión Soviética               |
| Barcelona 1992      | Corea del Sur   | Noruega                       | Equipo Unificado              |
| Atlanta 1996        | Dinamarca       | Corea del Sur                 | Hungría                       |
| Sídney 2000         | Dinamarca       | Hungría                       | Noruega                       |
| Atenas 2004         | Dinamarca       | Corea del Sur                 | Ucrania                       |
| Pekín 2008          | Noruega         | Rusia                         | Corea del Sur                 |
| Londres 2012        | Noruega         | Montenegro                    | España                        |
| Río de Janeiro 2016 | Rusia           | Francia                       | Noruega                       |
| Tokio 2020          | Francia         | ROC                           | Noruega                       |
| París 2024          | Noruega         | Francia                       | Dinamarca                     |

### Medallero histórico
| Núm. | País                                       | Oro | Plata | Bronce | Total |
| ---- | ------------------------------------------ | --- | ----- | ------ | ----- |
| 1    | Noruega                                    | 3   | 2     | 3      | 8     |
| 2    | Dinamarca                                  | 3   | 0     | 1      | 4     |
| 3    | Corea del Sur                              | 2   | 3     | 1      | 6     |
| 4    | Unión Soviética                            | 2   | 0     | 1      | 3     |
| 5    | Rusia                                      | 1   | 2     | 0      | 3     |
| 5    | Francia                                    | 1   | 2     | 0      | 3     |
| 7    | República Federal Socialista de Yugoslavia | 1   | 1     | 0      | 2     |
| 8    | Hungría                                    | 0   | 1     | 2      | 3     |
| 9    | Alemania Oriental                          | 0   | 1     | 1      | 2     |
| 10   | Montenegro                                 | 0   | 1     | 0      | 1     |
| 11   | China                                      | 0   | 0     | 1      | 1     |
| 11   | Equipo Unificado                           | 0   | 0     | 1      | 1     |
| 11   | Ucrania                                    | 0   | 0     | 1      | 1     |
| 11   | España                                     | 0   | 0     | 1      | 1     |
|      | Total                                      | 13  | 13    | 13     | 39    |